# Acantholimon koelzii
Acantholimon koelzii är en triftväxtart som beskrevs av Karl Heinz Rechinger och Mogens Engell Köie. Acantholimon koelzii ingår i släktet Acantholimon och familjen triftväxter. Inga underarter finns listade i Catalogue of Life.